# Tobias Kniebe
Tobias Kniebe (* 1968 in Stuttgart) ist ein deutscher Journalist und Filmkritiker.

## Leben
Kniebe ist Absolvent der Deutschen Journalistenschule und studierte Journalistik, Philosophie und Politikwissenschaft in München. Als freier Autor mit Schwerpunkt Film arbeitete er unter anderem für die Süddeutsche Zeitung, das Jetzt Magazin, den Spiegel, Focus, das Bayerische Fernsehen, den Südwestfunk, und diverse weitere Medien.
In den Jahren 2002 und 2003 gehörte er zum Entwicklungsteam, das die Zeitschrift NEON für den Verlag Gruner + Jahr erfand. Er war bis 2007 NEON-Autor.
Kniebe besuchte verschiedene Drehbuch-Seminare, unter anderem an der University of Southern California bei Frank Daniel. Er führte Regie bei der TV-Dokumentation „Deutschland im Kinorausch“ für den Bayerischen Rundfunk und war Co-Autor des Kinofilms Fremder Freund.
Von 2005 bis 2009 schrieb Kniebe die Kolumne Das Prinzip für das Magazin der Süddeutschen Zeitung. Dabei unterzog er Phänomene des Alltags einer philosophisch-humoristischen Analyse, oft mit überraschendem Ergebnis – etwa dass Handyklingeltöne der neue Punkrock seien. Im September 2007 erschien eine Sammlung von 100 Kolumnen in dem Buch Das Prinzip in der Süddeutsche Zeitung Edition (mit Andreas Bernard).
Seit Januar 2008 leitet Kniebe das Filmressort der Süddeutschen Zeitung, nachdem er zuvor fünfzehn Jahre lang als freier Filmkritiker dort gearbeitet hatte.
Im Januar 2009 veröffentlichte Kniebe das historische Sachbuch Operation Walküre. Das Drama des 20. Juli im Rowohlt Berlin Verlag. Darin schildert er den Geheimplan des militärischen Widerstands gegen Hitler, von der ersten Bombe, die Henning von Tresckow in Hitlers Flugzeug schmuggeln ließ, über das gescheiterte Selbstmordattentat im Berliner Zeughaus bis zu Claus Schenk Graf von Stauffenberg und dem Staatsstreich am 20. Juli 1944. Die Darstellung beruht auf umfassenden Recherchen und Interviews mit den letzten Zeugen des Widerstands, darunter Ewald Heinrich von Kleist, Philipp Freiherr von Boeselager und zwei Söhnen des Attentäters Stauffenberg. „Ein Band, wie er tatsächlich noch gefehlt hat“, urteilte Christian Schröder im Tagesspiegel.
Zusammen mit Alexander Gorkow gewann Kniebe den Deutschen Reporterpreis 2010 (Beste Kulturreportage) für den Text „Junge Nummer Eins“, ein Porträt des Filmemachers Klaus Lemke, das 2010 in der Süddeutschen Zeitung erschienen war.
2021 gewann der Fernsehfilm „Polizeiruf 110 – Bis Mitternacht“ (Regie: Dominik Graf) den Fernsehfilmpreis der Akademie der Darstellenden Künste. Das Drehbuch verfasste Kniebe, basierend auf der Fallbeschreibung „Wollust“ aus dem Buch Abgründe: Wenn aus Menschen Mörder werden von Josef Wilfling.

## Bücher
- 2007: Das Prinzip (mit Andreas Bernard)
- 2009: Operation Walküre. Das Drama des 20. Juli.

## Filme
- 1997: Deutschland im Kinorausch (Regie, TV-Dokumentation für das Bayerische Fernsehen)
- 2003: Fremder Freund (Co-Autor)
- 2021: Polizeiruf 110: Bis Mitternacht
- 2024: Polizeiruf 110: Jenseits des Rechts

## Zeitungsartikel (Auswahl)
- Tobias Kniebe: Premiere in Cannes – Das absolute Geröhr. In: Süddeutsche Zeitung. 13. Mai 2015, S. 12.
- Tobias Kniebe: 15 Jahre jetzt-Journalismus – ein Rückblick. In: jetzt.de. 19. Mai 2008.